# Orra White Hitchcock
Orra White Hitchcock (South Amherst, 8 de março de 1796 – Amherst, 26 de maio de 1863) foi ilustradora científica e botânica, artista, uma das primeiras mulheres em sua área nos Estados Unidos, conhecida por suas ilustrações científica nas obras do marido, o geólogo Edward Hitchcock, mas também notável por seu trabalho artístico e científico.

## Biografia
Orra nasceu em 1796 em uma próspera família de South Amherst, em Massachusetts, filha de Jarib e Ruth Sherman White. Sua educação foi com professores particulares e escolas para moças, mas desde criança se mostrou um prodígio para as áreas da ciência e estudos clássicos, mostrando-se talentosa no desenho e na pintura. De 1813 a 1818, ela ensinou as ciências naturais para meninas, além de dar aulas de artes na Academia Deerfield. Seu trabalho acabou levando-a para a ilustração científica e a deixou conhecida como uma das primeiras e a mais publicada mulher na área das artes em seu tempo.
Boa parte de seu trabalho estava vinculada ao trabalho do marido, o geólogo Edward Hitchcock, diretor da Academia Deerfield, pastor, professor e terceiro presidente do Amherst College (1845–1854), com quem ela se casou em 31 de maio de 1821. Ela produziu centenas de ilustrações para as publicações científicas do marido, incluindo paisagens detalhas do vale do rio Connecticut para os primeiros volumes do serviço geológico do estado e customizou tabelas e ilustrações que mostravam os locais das sondagens para apresentar em suas.
Orra também fez ilustrações detalhadas de flores nativas e gramíneas além de precisas aquarelas de cogumelos típicos da região. Seu trabalho é uma crônica temporal focada na diversidade geológica, botânica e paisagística do vale do rio Connecticut, a oeste de Massachusetts. Orra também era cientista e é celebrada como uma das mais distintas naturalistas de seu tempo.
Entre 1817 e 1821, junto do marido, Orra coletou plantas nativas da região para criar um herbário. Ao mesmo tempo, ela criou um álbum de aquarelas com ilustrações de 175 flores e gramíneas locais, que hoje compõem os arquivos da Academia Deerfield. Em 1821, ano de seu casamento com Edward, ela criou um pequeno álbum em aquarela de líquens e cogumelos nativos de Massachusetts, enquanto seu marido identificava e catalogava os novos espécimens. O álbum hoje está nos arquivos do Smith College.

Paisagem de outono, arquivos do Amherst College

## Carreira
Orra fez mais de 200 ilustrações e mais de mil gravações em madeira para as publicações científicas do marido. Eram paisagens, estratos geológicos, espécimens, flores, rochas, entre outros. Entre 1828 e 1840, Orra fez várias gravuras grandes de cortes estratigráficos, fósseis e animais da megafauna para serem usadas em sala de aula. Além de copiar alguns modelos de trabalhos contemporâneos para as aulas, ela fez ilustrações novas com base nas descobertas do marido. Sua primeira publicação documentada foi em um artigo de Edward em uma revista, em 1818. Em raras ocasiões, Orra também ilustrava para outros cientistas.

## Vida pessoal
Orra e Edward criaram seis filhos, ensinando a eles arte e ciência, enquanto Orra trabalhava com o marido em suas descobertas científicas. Os dois viajaram o país inteiro em missões científicas, além de visitarem a Europa, especialmente a Inglaterra, em 1850. O geólogo Charles Henry Hitchcock (1836–1919) era filho do casal, bem como o pioneiro da higiene e da educação física, Edward Hitchcock Jr. (1828–1911). Edward reconheceu várias vezes o talento e a contribuição da esposa em seus trabalhos.

## Morte
Orra White Hitchcock morreu em 26 de maio de 1863, devido à uma tuberculose, aos 67 anos.